# Кинематограф Грузии
Кинематограф Грузии — национальное киноискусство Грузии.

## Раннее кино
Первыми грузинскими фильмами были снятые с 1908 по 1912 год документальные фильмы Василия Амашукели и Александра Дигмелова. Единственный полнометражный документальный киноочерк Василия Амашукели 1912 года, «Путешествие Акакия Церетели в Рача-Лечхуми», сохранился частично.

## Советский период
Грузинский кинематограф, возникший в советскую эпоху, представляет собой яркое и своеобразное явление. Оно создавалось в основном на киностудии «Грузия-фильм», где было снято 1200 фильмов.
Помимо национального колорита, грузинский кинематограф имел легко узнаваемые черты, среди которых особое чувство мягкого юмора, метафоричность и симпатия к людям.
В советскую эпоху грузинские кинематографисты во многих фильмах умели избегать официозного соцреалистического стиля и создавали оригинальные и самобытные ленты, которые пользовались большой популярностью во всем Советском Союзе.
Фильмы грузинских режиссёров дважды были отмечены на Каннском кинофестивале — «Покаяние» (гран-при) и «Лурджа Магданы» (упоминание).
В советское время действовало 84 кинотеатра.

### Известные режиссёры
| - Резо Чхеидзе - Тенгиз Абуладзе - Отар Иоселиани - Сергей Параджанов | - Георгий Шенгелая - Эльдар Шенгелая - Лана Гогоберидзе - Георгий Данелия | - Михаил Кобахидзе - Дито Цинцадзе - Гела Баблуани - Георгий Матарадзе |

### Известные фильмы
- Отец солдата
- Листопад
- Мольба
- Не горюй!
- Пиросмани
- Кувшин
- Жил певчий дрозд
- Мелодии Верийского квартала
- Древо желания
- Мимино
- Покаяние
- Легенда о Сурамской крепости
- Грузинская хроника XIX века
- Путь домой
- Ступень

## Кино сегодня

### В Грузии
В 2001 году государством создан Государственный центр кинематографии Грузии, который, начиная с 2003 года, частично финансирует несколько фильмов в год, подходящих под категорию «национальный фильм» после прохождения конкурсного отбора. В 2011 году около 70 % от общего бюджета киноцентра, составившего 2,4 млн долларов, было потрачено на кинопроизводство. Кроме производства, центр занимается дистрибуцией и продвижением национального кинематографа за рубежом.
В стране функционируют 5 кинотеатров (2011) (7 — в 2013 году), 90 % кинотеатров страны (8 экранов) владеет компания «Руставели Холдинг».
Наиболее заметные фильмы последних лет — «Уличные дни/Прогульщики» Левана Когуашвили, «Другой берег» Георгия Овашвили, которые, по мнению кинокритика Андрея Плахова, «генетически вобрали в себя высокие художественные стандарты грузинского кино, но мироощущение у них не шестидесятническое, а современное, и реалии на экране тоже совсем другие, более жёсткие, и поэтика, и стилистика тоже». Фильм Левана Закарейшвили «Тбилиси-Тбилиси» завоевал несколько призов, в том числе стал обладателем кинопремии Ника.

### За рубежом
Отсутствие стабильного финансирования на родине привело к переезду грузинских режиссёров и актёров за границу. Режиссёр Нана Джорджадзе работает с немецкими продюсерами. Обосновались в Париже Отар Иоселиани и Теймураз Баблуани. Его сын режиссёр Гела Баблуани известен фильмом «Тринадцать», снятым в жанре нуар. К совместным российско-грузинским проектам относится «Любовь с акцентом» Резо Гигинеишвили.
На международных фестивалях отмечены призами фильмы «Вторжение» Дито Цинцадзе и «Начало» Деи Кулумбегашвили.